# Aneto
Az Aneto (franciául Pic de Néthou) a Pireneusok legmagasabb csúcsa, Spanyolország harmadik legmagasabb hegye 3404 méteres magasságával. Az aragóniai Huesca tartomány északi részén található Benasque közelében, 6 km-re délre a francia–spanyol határtól. 
A Maladeta-hegység (Maladeta-masszívum) legdélibb része. Gránit természetű paleozoikum terepből és mezozoos anyagokból áll. 
Északi oldalán található a Pireneusok legnagyobb gleccsere, 2005-ben 79,6 hektár (196+3⁄4 hektár); században a melegedő nyári hőmérséklet és a téli csapadékmennyiség csökkenése miatt gyorsan zsugorodik: a 19. században még több mint 200 ha-t, 1981-ben már csak 106,7 ha-t borított. Becslések szerint az elmúlt 100 évben felszínének több mint felét elvesztette, és 2050 körül eltűnhet.
A hegy az Posets-Maladeta Természeti Parkhoz tartozik.